# Pàpol de Tolosa
|  | Per a altres significats, vegeu «Sant Pàpol». |

Pàpol o Pàbol (Tolosa?, segle iii - Sant Pàpol, Aude, ca. 300) fou un prevere gal·loromà que va ajudar Sadurní de Tolosa en la seva predicació al Llenguadoc. La seva existència és dubtosa i possiblement es tracta d'un personatge llegendari. És venerat com a sant per l'Església catòlica.

## Vida i llegenda
Papulus o Pabulus, en francès Papoul, és una figura vinculada a la llegenda de Sant Sadurní, tot i que no se'n coneixen gaire dades sobre la seva existència. Segons la tradició, quan Sant Pere apòstol va consagrar Sadurní com a bisbe, li assignà un diaca perquè l'ajudés, Pàpol. Després d'evangelitzar la regió, particularment el Lauraguès, on hauria fundat l'abadia de Sant Pàpol, va morir com a màrtir durant les persecucions de Dioclecià.
La llegenda, sense versemblança històrica, diu que ell i Sadurní van arribar a Carcassona i foren empresonats pel magistrat Rufí, però foren alliberats miraculosament i van anar a Tolosa. Sadurní llavors marxà a Hispània, on predicaria a Navarra i convertiria Fermí d'Amiens, i va deixar Pàpol a Tolosa. Abans d'ésser novament detingut, va fer miracles i conversions.
Fou torturat i decapitat, segons la tradició, al lloc de Sant Pàpol anomenat L'Ermitatge. Un cop decapitat, diu la llegenda que va recollir el seu cap amb les mans, i del lloc on havia caigut va rajar una font.

## Veneració
Les relíquies de Pàpol foren portades a la basílica de Sant Serni de Tolosa, on el cos fou traslladat el 1265. Quan al segle ix s'establí l'abadia dedicada al sant, al voltant es desenvolupà una població que també en prengué el nom, l'actual Sant Pàpol. En 1317 Joan XXII hi creà una diòcesi, amb la catedral dedicada al sant.
Sense cap fonament històric, algunes fonts esmenten que Pàpol fou bisbe i, fins i tot, papa. Claude Robert el qualifica de bisbe de Tolosa però Guillaume de Catel el rebutja iguals que els germans Sainte-Marthe i els autors de la tercera Gallia Christiana.